# نظرية التبرير (نظرية المعرفة)

مخطط القواعد الخطابية لنظام المعلومات المستندة إلى المشكلات (IBIS)

نظرية التبرير هي جزء من نظرية المعرفة والتي تحاول أن تفهم تبرير الافتراضات المنطقية، والاعتقادات. فيهتم المختصون بنظرية المعرفة بالمناحي المختلفة للاعتقاد ومنها التبرير والعقلنة والتسويغ والاحتمال. وببسيط العبارة فالتبرير هو سبب تمسك الشخص بالاعتقاد. ويعتمد التبرير على التجريبية أو المنطق أو الشهادة. 